# Стиль Івама
Стиль Івама Айкідо (岩間スタイル合気道 Iwama Sutairu Aikido) — назва стилю айкідо, що викладався засновником в Івама додзьо, місці народження айкідо. Таке поняття часто використовував Сайто Моріхіро, близький учень О-сенсея, що займався з ним протягом 23 років. Назва пішла від назви селища Івама, де Уесіба жив і викладав айкідо у повоєнні часи для Сайто Моріхіро та інших.
Стиль Івама можна відстежити, як в складі Айкікай, так і за її межами. Основний незалежний напрямок стилю Івама представляє школа — Івама Сінсін Айкі Сюренкай, яку очолює син Сайто — Сайто Хітохіро. В складі Айкікай раніше існував напрямок Івама рю. Японська концепція такемусу інколи використовується в назвах додзьо і айкідо організацій цього стилю.
Стиль Івама включає об'єднане вивчення (ріаі) технік зі зброєю (буківаза) і технік без зброї (таіджітсу). Практикуючі стиль Івама часто стверджують, що їх айкідо найбільш близьке до того, що викладав засновник в Івама і збережене Сайто Моріхіро. Серед практикуючих інші стилі, поширена думка, що стиль Івама, це головним чином айкідо Уесіби 1940-их і 1950-их (тобто воно не включає напрацювань пізніших років).

## Дивись також
- Івама рю
- Івама додзьо